# Union pour la patrie
L'Union pour la patrie (en espagnol : Unión por la Patria ; abrégé UP) est une coalition politique argentine de centre gauche et péroniste formée pour l'élection présidentielle et les législatives de 2023. Elle prend la succession du Front de tous présent à l'élection de 2019 qui a vue la victoire de son candidat Alberto Fernández en tant que président de la Nation.
Cette coalition est centrée autour du Parti justicialiste et ses alliés au niveau fédéral et aussi provincial. Pour l'élection présidentielle de 2023, la coalition présente Sergio Massa du Front rénovateur avec Agustín Rossi en colistier. Il remporte le premier tour du scrutin accédant ainsi au second tour à l'issue duquel il est défait par le candidat d'extrême droite libertarien Javier Milei.

## Histoire

### Contexte et fondation
Élus avec la coalition du Front de tous à l'élection présidentielle de 2019, le président de la Nation sortant Alberto Fernández et sa vice-présidente Cristina Fernández de Kirchner décide le 21 avril 2023 de ne pas se porter candidats à leur réélection, confrontés à une chute de leur popularité dans le contexte d'une grave crise économique.
L'Union pour la patrie est enregistrée le 14 juin 2023 à la date de la clôture de présentations des alliances pour l'élection présidentielle de 2023. Elle se montre dans la continuité du Front de tous,. Le 22 juin, le nom de la coalition est confirmé par la justice électorale à la suite d'une requête formulée que le terme « patrie » pouvait être ramené à un sentiment national recherché par les électeurs.

### Élections nationales de 2023

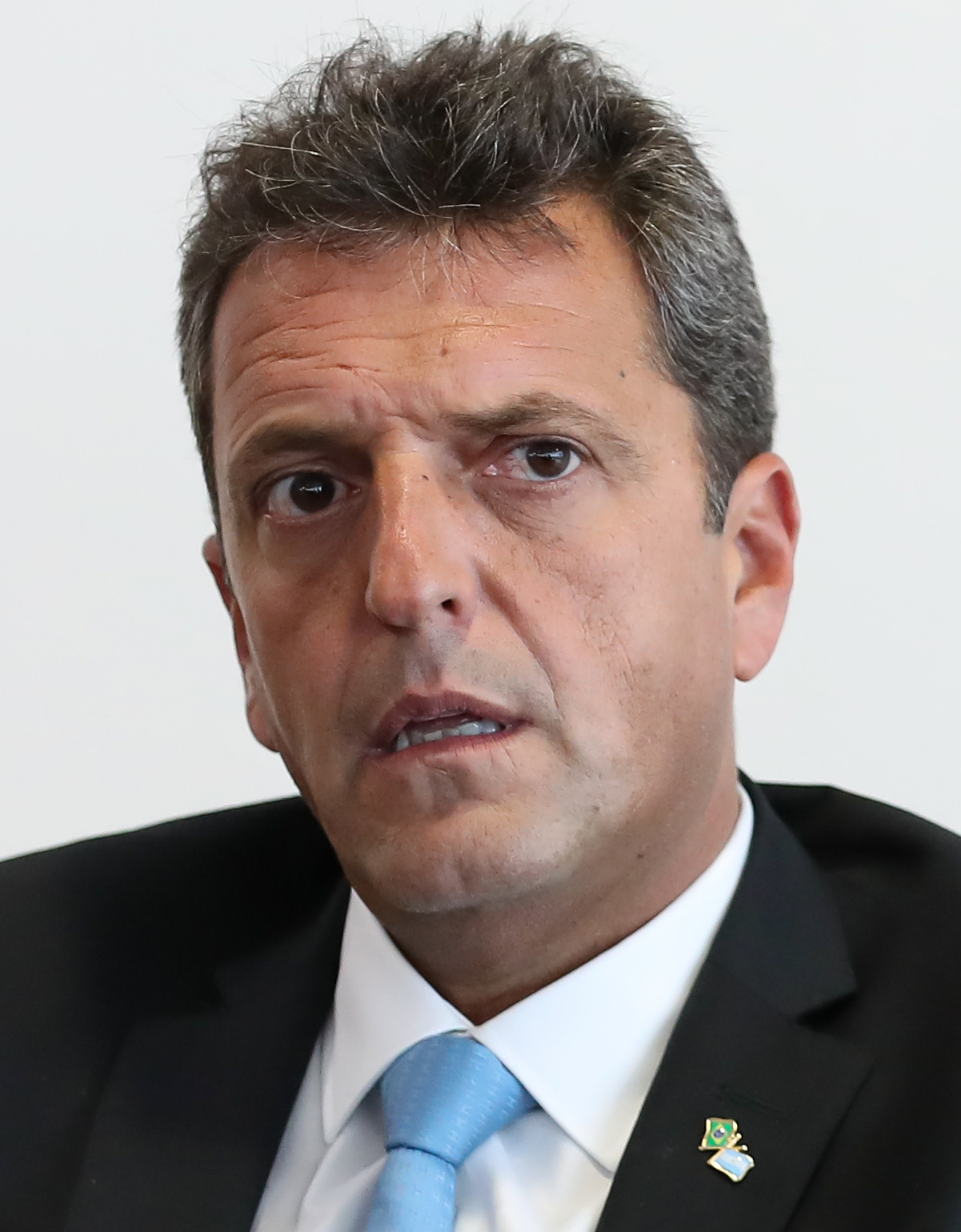
Sergio Massa est le candidat de la coalition pour le scrutin présidentiel de 2023.

Le 24 juin 2023, la coalition désigne le ministre de l'Économie Sergio Massa, représentant de l'aile la plus à droite de l'UP, comme pré-candidat unique au scrutin présidentiel à la suite du désistement des autres candidatures. Il se présente avec le chef de cabinet des ministres Agustín Rossi en tant que colistier pour la vice-présidence,. Le 25 juin cependant, Juan Grabois du Grand Front de la patrie se présente également — avec Paula Abal Medina comme colistère — en pré-candidat pour la présidence.
Le 13 août 2023 les deux candidats s'affrontent lors des élections primaires, qui consiste à un scrutin national prévoyant quels partis seront habilités à se présenter aux élections nationales. Massa obtient 27 % des suffrages exprimés, soit le score le plus bas pour un candidat péroniste depuis la création de ses primaires en 2009. Il devient donc le candidat final pour l'élection présidentielle prévue en octobre 2023.
Le premier tour de l'élection présidentielle qui a lieu le 22 octobre, voit la victoire de Sergio Massa en tête avec 36,78 %, lui permettant ainsi d'accèder au second tour du scrutin face au candidat d'extrême droite Javier Milei. Lors des élections législatives organisées le même jour, l'UP voit son nombre de sièges de nouveau reculer à la Chambre des députés mais réussit cependant à se maintenir au Sénat. À l'issue du second tour de la présidentielle, le 19 novembre, Massa est défait par Javier Milei en n'obtenant que 44,31 % des suffrages. Il reconnaît sa défaite le soir même.

## Partis membres
L'Union pour la patrie est composée pour la plupart de partis politiques présents en 2019 dans la coalition du Front de tous. Le parti Souverainetés d'Alicia Castro est initialement membre de la coalition mais la quitte le 27 juin 2023, à la suite de l'annonce de la coalition de présenter Sergio Massa à la présidentielle.

### Membres au niveau national
| Parti | Parti                                             | Chef                    | Idéologie                 | Positionnement |
| ----- | ------------------------------------------------- | ----------------------- | ------------------------- | -------------- |
|       | Parti justicialiste                               | Alberto Fernández       | Péronisme                 | Centre gauche  |
|       | Front large                                       | Adriana Puiggrós        | Social-démocratie         | Centre gauche  |
|       | Parti de la victoire                              | Diana Conti             | Kirchnerisme              | Centre gauche  |
|       | Parti communiste                                  | Victor Kot              | Communisme                | Extrême gauche |
|       | Parti intransigeant                               | Enrique Gustavo Cardesa | Socialisme démocratique   | Gauche         |
|       | Nouvelle rencontre pour la démocratie et l'équité | Martín Sabbatella       | Kirchnerisme              | Centre gauche  |
|       | Parti du travail et de l'équité                   | Juan Carlos Alderete    | Social-démocratie         | Centre gauche  |
|       | Front rénovateur                                  | Sergio Massa            | Péronisme                 | Centre         |
|       | Parti conservateur populaire                      | Marco Aurelio Michelli  | Conservatisme             | Droite         |
|       | Unité populaire                                   | Víctor De Gennaro       | Socialisme du XXIe siècle | Gauche         |
|       | Parti communiste révolutionnaire                  | Juan Carlos Alderete    | Communisme                | Extrême gauche |
|       | Grand Front de la Patrie                          | Juan Grabois            | Socialisme du XXIe siècle | Gauche         |
|       | Parti fédéral                                     | Daniel Madeo            | Fédéralisme               | Centre gauche  |
|       | Parti de la culture, de l'éducation et du travail | Hugo Moyano             | Péronisme                 | Centre         |
|       | Kolina                                            | Alicia Kirchner         | Kirchnerisme              | Centre gauche  |
|       | Parti de la concertation FORJA                    | Fernando López          | Radicalisme K             | Centre gauche  |
|       | Parti solidaire                                   | Carlos Heller           | Coopérativisme            | Gauche         |
|       | Parti communiste (Congrès extraordinaire)         | Pablo Pereyra           | Communisme                | Extrême gauche |

## Résultats électoraux

### Élection présidentielle
| Année | Candidats    | Candidats      | Premier tour | Premier tour | Second tour | Second tour | Statut  |
| Année | Président    | Vice-président | Voix         | %            | Voix        | %           | Statut  |
| ----- | ------------ | -------------- | ------------ | ------------ | ----------- | ----------- | ------- |
| 2023  | Sergio Massa | Agustín Rossi  | 9 853 492    | 36,78        | 11 516 142  | 44,31       | Non élu |

### Élections législatives et sénatoriales
| Année | Votes     | %     | Sièges gagnés | Total des sièges |
| ----- | --------- | ----- | ------------- | ---------------- |
| 2023  | 9 094 285 | 38,53 | 58 / 130      | 108 / 257        |

| Année | Votes     | %     | Sièges gagnées | Total des sièges |
| ----- | --------- | ----- | -------------- | ---------------- |
| 2023  | 4 951 390 | 43,65 | 13 / 24        | 33 / 72          |